# Chionoxantha
Chionoxantha är ett släkte av fjärilar. Chionoxantha ingår i familjen nattflyn.
Kladogram enligt Catalogue of Life:
| Chionoxantha | \| \| Chionoxantha leucophaea \| \| \| \| \| \| Chionoxantha margarita \| \| \| \| \| \| Chionoxantha staudingeri \| \| \| \| \| \| Chionoxantha trophotalis \| \| \| \| |
|              | \| \| Chionoxantha leucophaea \| \| \| \| \| \| Chionoxantha margarita \| \| \| \| \| \| Chionoxantha staudingeri \| \| \| \| \| \| Chionoxantha trophotalis \| \| \| \| |
|              | Chionoxantha leucophaea |
|              | |
|              | Chionoxantha margarita |
|              | |
|              | Chionoxantha staudingeri |
|              | |
|              | Chionoxantha trophotalis |
|              | |